# Dorothy Ripley
Dorothy Ripley (1767 – 10. února 1832) byla anglická spisovatelka a misionářka, který přišla do Ameriky v roce 1801. Žila v letech 1767–1831, zemřela ve Virginii. Vyznáním byla kvakerkou, ačkoli byla vychována jako metodistka. Na náboženských poutích ve Spojených státech i Británii procestovala tisíce mil. Také se starala o lidi zbavené volebního práva, včetně kmne Oneida, a o muže a ženy ve vězení, a to zejména o africké otroky na americkém jihu. Vlastním nákladem vydala šest knih, přičemž tři z nich byly vydány dvakrát. Minimálně devětkrát přejela Atlantik, většinou cestovala sama. Když zemřela, jedny noviny napsaly ve svém nekrologu, že byla „možná nejmimořádnější ženou na světě“.